# Nadia Urbinati
Nadia Urbinati (Rimini, 1955) es una politóloga y profesora universitaria italo-estadounidense establecida en Nueva York.

## Biografía
Doctorada en Ciencias Políticas en el Instituto Universitario Europeo de Florencia, es catedrática de Ciencias Políticas en la Universidad de Columbia. Su ámbito de investigación y trabajo se centra en el pensamiento político moderno y contemporáneo, la democracia y los movimientos antidemocráticos.
Por «su contribución al estudio de la democracia y la difusión del pensamiento liberal y democrático italiano en el extranjero», le otorgaron el premio de Commendatore della Republica en Italia en 2008 de manos del Presidente de la República, Giorgio Napolitano. Entre otros galardones y reconocimientos, también tiene el premio Lenfest / Columbia Distinguished Faculty Award 2008-2009 o el premio David and Elaine Spitz por su libro Mill on Democracy (2004) considerado por el jurado el mejor libro en defensa de la teoría liberal y democrática del año.
Urbinati ha sido editora de Carlo Rosselli en Liberal Socialism y de Piero Gobetti en On Liberal Revolutiones, y coeditora de la revista Constellations: An International Journal of Critical and Democratic Theory. Además de Mill on Democracy, se señalan sus obras Representative Democracy: Principles and Genealogy (2006),  Democracy Disfigured (Harvard Press, 2014) o Le civili libertà: positivismo e liberalismo nell'Italia unita (1990), entre otras.